# Dieter Cherubim
Dieter Cherubim (* 22. Januar 1941 in Dresden) ist ein deutscher Germanist und pensionierter Professor.

## Leben
Dieter Cherubim studierte von 1962 bis 1968 Klassische Philologie und Germanistik in München und Marburg. Im Jahr 1971 erfolgte die Promotion. Seine Dissertation trägt den Titel Grammatische Kategorien. Das Verhältnis von traditioneller und moderner Sprachwissenschaft. Im Jahr 1980 folgte die Habilitation in Germanistischer Sprachwissenschaft zum Thema Untersuchungen zum Problem des Sprachwandels. Historische Bedingungen – theoretische Grundlagen – empirische Beschreibung. 1980–83 war Cherubim als Professor auf Zeit an der TU Braunschweig tätig, im Wintersemester 1983/84 vertrat er eine C3-Stelle an der Georg-August-Universität Göttingen. 1984 wurde er an diese Universität berufen, wo er bis zu seiner Emeritierung lehrte. Von 2000 bis 2001 war Cherubim Dekan der Philosophischen Fakultät der Universität Göttingen, 2001/02 war er Kondekan. In seinen Publikationen beschäftigt sich Cherubim vor allem mit dem Phänomen des Sprachwandels.

## Forschung und Lehre
Zu seinen Forschungsschwerpunkten gehören:
- Theorie des Sprachwandels
- Sprachgeschichte der Neuzeit (18. Jh. ff.)
- Fehlerlinguistik/Sprachkritik
- Grammatikographie (Antike / Frühe Neuzeit)
- Gesprächsforschung
- Historische Pragmatik
- Sprache, Emotion und Aggression

Dieter Cherubim lehrte auch viel im Ausland, u. a. in Finnland, Estland, Frankreich, Ukraine, VR China und Ungarn.

## Publikationen (Auswahl)
- Sprachwandel, Individuum und Gesellschaft. Thesen. In: Historizität in Sprach- und Literaturwissenschaft. Vorträge und Berichte der Stuttgarter Germanistentagung 1972. Hg. Walter Müller-Seidel, in Verbindung mit Hans Fromm und Karl Richter. Fink, München, S. 365–373
- (als Hrsg.): Sprachwandel. Reader zur diachronischen Sprachwissenschaft. de Gruyter, Berlin 1975, ISBN 3-11-004330-0.
- Sprachtheoretische Positionen und das Problem des Sprachwandels. In: Sprachwandel und Sprachgeschichtsschreibung. Jahrbuch 1976 des Institut für deutsche Sprache. Sprache der Gegenwart, 41. Schwann, Düsseldorf 1977, ISBN 3-590-15641-4, S. 61–82.
- Zum Problem der Ursachen des Sprachwandels. In: Zeitschrift für Dialektologie und Linguistik, 46, S. 320–337
- Abweichung und Sprachwandel. In: Fehlerlinguistik. Beiträge zum Problem der sprachlichen Abweichung. Reihe Germanistische Linguistik, 24. Niemeyer, Tübingen 1980, ISBN 3-484-10364-7, S. 124–152.
- Trampelpfad zum Sprachwandel? (Zu Rudi Kellers Beitrag in ZGL 10. 1982, 1-27). In: Zeitschrift für germanistische Linguistik, 11, S. 65–71
- Subjektive Erfahrung und objektive Rekonstruktion des Sprachwandels. In: Kopenhagener Beiträge zur Germanistischen Linguistik, 21, S. 27–59
- Sprachliche Patinierung. Was lässt einen Text „alt“ aussehen? in: Gabriele Leupold, Eveline Passet (Hrsg.): Im Bergwerk der Sprache. Eine Geschichte des Deutschen in Episoden. Wallstein Verlag, Göttingen 2012, ISBN 978-3-8353-1178-7, S. 321–344.
  - Rezension: Kein Ey gleicht dem anderen. von Vera Viehöver, in ReLÜ, Rezensionen online, Nr. 14, 17. März 2013